# 蓋瑞·杜爾登
盖瑞·杜尔登（Gary Dourdan，1966年12月11日—），出生于美国费城，是一名演员。多丹有一个名叫奈拉的女儿和一个叫来瑞克的儿子。

## 早期生平
本名為蓋瑞·羅伯特·杜爾登，出生於美國賓夕法尼亞州的費城。母親珊蒂是一名老師與時尚設計師，父親羅伯特·杜爾登是爵士樂手的代理人。杜爾登在五名小孩中排行第四，在他六歲時，哥哥戴瑞爾在海地的度假期間遭到謀殺，該案至今尚未結案。
他與家人在青少年期間搬到美國新澤西州居住，他在這個時期對演戲、音樂及武術開始產生了興趣。在這之後，杜爾登搬到紐約市居住，於一家排練工作室擔任看門人的工作，並在那遇見了不少來自於曼哈頓且大有可為的年輕藝術家。